# Kota Gading
Kota Gading is een bestuurslaag in het regentschap Empat Lawang van de provincie Zuid-Sumatra, Indonesië. Kota Gading telt 912 inwoners (volkstelling 2010).